# Heda Festini
Heda Festini (Osijek, 4. studenoga 1928. – Rijeka, 18. lipnja 2018.) hrvatska filozofkinja. Festini je stručnjak za analitičku filozofiju i povijest hrvatske filozofije.

## Životopis
Diplomirala je 1952. na Sveučilištu u Zagrebu, a doktorirala 1965. Predavala je teoretsku filozofiju, logiku i metodologiju na Sveučilištu u Zadru od 1967 do 1992. Autorica je knjiga o Ludwigu Wittgensteinu, Nicoli Abbagnanu, Antunu Petriću i Jurju Politeu, kao i mnogih članaka i napisa o filozofiji jezika, filozofiji znanosti i povijesti filozofije. Prevela je djela Nicole Abbagnana i Johna Deweya na hrvatski.
Ima dvoje unuka, Berislava Marušića i Sanju Dembić, koji su oboje filozofi.

## Autorska djela
- Filozofija pozitivnog egzistencijalizma Nicole Abbagnana, 1967.
- Život i djelo Splićanina Jurja Politea. Zagreb: Liber, 1977.
- Antun Petrić, filozof iz Komiže. Split: Književni krug, 1992.
- Uvod u čitanje Ludwiga Wittgensteina. Zagreb: Hrvatsko Filozofsko Društvo, 1992.

## Prijevodi
- Nicola Abbagnano, Mogućnost i sloboda. Beograd: Nolit, 1967. (Prijevod knjige "Possibilità e Libertà", s talijanskog)
- John Dewey, Liberalizam i društvena akcija. Zagreb: Kruzak, 2004. (Prijevod knjige "Liberalism and Social Action", s engleskog)